# Kanadische U20-Eishockeynationalmannschaft
Die kanadische U20-Eishockeynationalmannschaft vertritt den Eishockeyverband Kanadas im Eishockey in der U20-Junioren-Leistungsstufe bei internationalen Wettbewerben. Mit 20 Goldmedaillen bei U20-Weltmeisterschaften ist das Team Rekordweltmeister.

## Geschichte

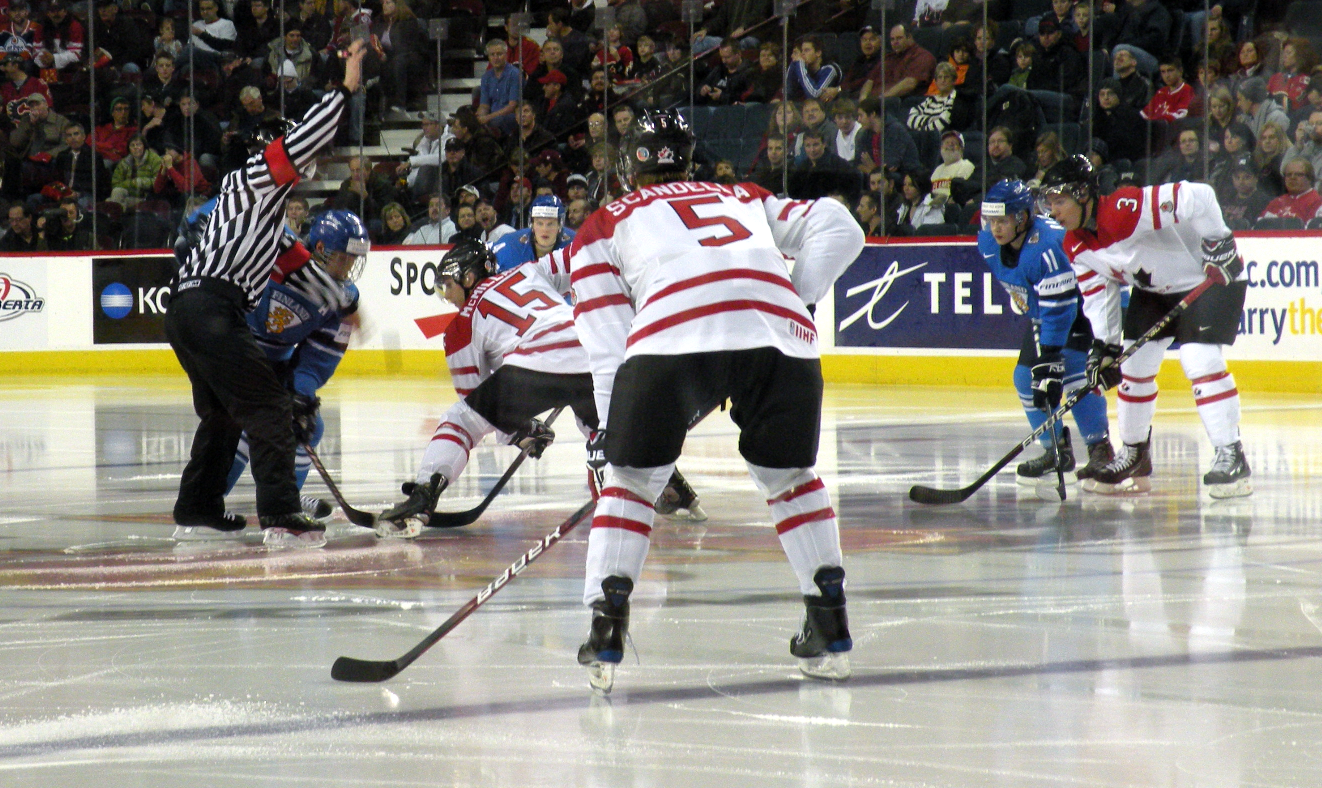
Freundschaftsspiel gegen Finnland 2009

Die kanadische U20-Eishockeynationalmannschaft wurde 1974 anlässlich der ersten inoffiziellen Austragung einer Junioren-Weltmeisterschaft gegründet. Zunächst traten Vereinsmannschaften als Nationalmannschaft an, so repräsentierten 1974 die Peterborough Petes aus der Ontario Hockey League ihr Heimatland und gewannen die Bronzemedaille. Erst seit 1977 nimmt Kanada mit einer echten Verbandsauswahl an den Titelkämpfen teil. Bei der Weltmeisterschaft 1987 wurde die kanadische Mannschaft ebenso wie die sowjetische Auswahl vom Weltverband disqualifiziert. Zuvor war das Spiel beider Mannschaften sieben Minuten vor Schluss wegen einer Massenschlägerei, an der sich sämtliche Spieler aber auch die Trainer und Betreuer beteiligten, abgebrochen worden.
Bis einschließlich 1998 deckte die U20-Nationalmannschaft den kompletten Juniorenbereich bei den Weltmeisterschaften ab. Seit der Einführung der U18-Weltmeisterschaften 1999 vertritt die U20-Nationalmannschaft Kanadas bei Weltmeisterschaften ausschließlich die Leistungsstufe der U20-Junioren.
Die kanadische U20-Nationalmannschaft ist die bisher Erfolgreichste der Welt und liegt im ewigen Medaillenspiegel im Anschluss an die U20-WM 2015 auf Rang eins mit 16 Weltmeistertiteln, acht Silber- und fünf Bronzemedaillen. Dabei dauerte es zunächst bis zur neunten Weltmeisterschaft, ehe die Kanadier 1982 in Minneapolis erstmals Weltmeister wurden. Von 1993 bis 1997 konnten die Kanadier fünfmal in Folge den Weltmeistertitel gewinnen.

## WM-Platzierungen
- 1974 – Bronzemedaille
- 1975 – Silbermedaille
- 1976 – Silbermedaille
- 1977 – Silbermedaille
- 1978 – Bronzemedaille
- 1979 – 5. Platz
- 1980 – 5. Platz
- 1981 – 7. Platz
- 1982 – Goldmedaille
- 1983 – Bronzemedaille
- 1984 – 4. Platz
- 1985 – Goldmedaille
- 1986 – Silbermedaille
- 1987 – disqualifiziert
- 1988 – Goldmedaille
- 1989 – 4. Platz
- 1990 – Goldmedaille
- 1991 – Goldmedaille
- 1992 – 6. Platz
- 1993 – Goldmedaille
- 1994 – Goldmedaille
- 1995 – Goldmedaille
- 1996 – Goldmedaille
- 1997 – Goldmedaille
- 1998 – 8. Platz
- 1999 – Silbermedaille
- 2000 – Bronzemedaille
- 2001 – Bronzemedaille
- 2002 – Silbermedaille
- 2003 – Silbermedaille
- 2004 – Silbermedaille
- 2005 – Goldmedaille
- 2006 – Goldmedaille
- 2007 – Goldmedaille
- 2008 – Goldmedaille
- 2009 – Goldmedaille
- 2010 – Silbermedaille
- 2011 – Silbermedaille
- 2012 – Bronzemedaille
- 2013 – 4. Platz
- 2014 – 4. Platz
- 2015 – Goldmedaille
- 2016 – 6. Platz
- 2017 – Silbermedaille
- 2018 – Goldmedaille
- 2019 – 6. Platz
- 2020 – Goldmedaille
- 2021 – Silbermedaille
- 2022 – Goldmedaille
- 2023 – Goldmedaille
- 2024 – 5. Platz
- 2025 – 5. Platz

### Kader der Weltmeisterteams
| Weltmeister 1982 | Scott Arniel, Paul Boutilier, Garth Butcher, Frank Caprice, Paul Cyr, Bruce Eakin, Marc Habscheid, Gord Kluzak, Moe Lemay, Mike Moffat, Mike Moller, Randy Moller, Dave Morrison, Mark Morrison, Troy Murray, Gary Nylund, James Patrick, Pierre Rioux, Todd Strueby, Carey Wilson Trainer: Dave King |

| Weltmeister 1985 | Bob Bassen, Yves Beaudoin, Brad Berry, Jeff Beukeboom, Craig Billington, Brian Bradley, Wendel Clark, Shayne Corson, Adam Creighton, Bobby Dollas, Norm Foster, Dan Hodgson, Dan Gratton, Jeff Jackson, Greg Johnston, Claude Lemieux, John Miner, Selmar Odelein, Stéphane Richer, Jim Sandlak Trainer: Terry Simpson |

| Weltmeister 1988 | Warren Babe, Rob Brown, Dan Currie, Éric Desjardins, Rob DiMaio, Theoren Fleury, Adam Graves, Jeff Hackett, Greg Hawgood, Jody Hull, Chris Joseph, Sheldon Kennedy, Marc Laniel, Trevor Linden, Wayne McBean, Scott McCrady, Mark Pederson, Mark Recchi, Joe Sakic, Jimmy Waite Trainer: Dave Chambers |

| Weltmeister 1990 | Stu Barnes, Patrice Brisebois, Dave Chyzowski, Mike Craig, Kris Draper, Stéphane Fiset, Kevin Haller, Jason Herter, Trevor Kidd, Eric Lindros, Stewart Malgunas, Kent Manderville, Mike Needham, Dwayne Norris, Scott Pellerin, Adrien Plavsic, Dan Ratushny, Mike Ricci, Steven Rice, Wes Walz Trainer: Guy Charron |

| Weltmeister 1991 | Patrice Brisebois, Mike Craig, Dale Craigwell, Kris Draper, Karl Dykhuis, Pat Falloon, David Harlock, Greg Johnson, Trevor Kidd, Martin Lapointe, Eric Lindros, Kent Manderville, Jason Marshall, Brad May, Scott Niedermayer, Félix Potvin, Steven Rice, Pierre Sévigny, Mike Sillinger, John Slaney, Chris Snell, Scott Thornton Trainer: Dick Todd |

| Weltmeister 1993 | Adrian Aucoin, Jeff Bes, Joël Bouchard, Alexandre Daigle, Jason Dawe, Martin Gendron, Chris Gratton, Ralph Intranuovo, Nathan LaFayette, Martin Lapointe, Manny Legace, Paul Kariya, Dean McAmmond, Rob Niedermayer, Chris Pronger, Mike Rathje, Philippe De Rouville, Jeff Shantz, Jason Smith, Brent Tully, Darcy Werenka, Tyler Wright Trainer: Perry Pearn |

| Weltmeister 1994 | Jason Allison, Chris Armstrong, Drew Bannister, Jason Botterill, Joël Bouchard, Curtis Bowen, Anson Carter, Brandon Convery, Yanick Dubé, Manny Fernandez, Jeff Friesen, Aaron Gavey, Martin Gendron, Rick Girard, Todd Harvey, Bryan McCabe, Marty Murray, Michael Peca, Nick Stajduhar, Jamie Storr, Brent Tully, Brendan Witt Trainerstab: Perry Pearn, Jos Canale, Dave Siciliano |

| Weltmeister 1995 | Chad Allan, Jason Allison, Nolan Baumgartner, Jason Botterill, Dan Cloutier, Larry Courville, Alexandre Daigle, Éric Dazé, Shean Donovan, Jeff Friesen, Todd Harvey, Ed Jovanovski, Bryan McCabe, Marty Murray, Jeff O’Neill, Denis Pederson, Wade Redden, Jamie Rivers, Ryan Smyth, Lee Sorochan, Jamie Storr, Darcy Tucker Trainer: Don Hay |

| Weltmeister 1996 | Chad Allan, Nolan Baumgartner, Jason Botterill, Curtis Brown, Marc Denis, Hnat Domenichelli, Christian Dubé, Denis Gauthier, Robb Gordon, Jason Holland, Jarome Iginla, Daymond Langkow, Brad Larsen, Alyn McCauley, Craig Mills, Chris Phillips, Jason Podollan, Wade Redden, José Théodore, Rhett Warrener, Mike Watt, Jamie Wright Trainer: Marcel Comeau |

| Weltmeister 1997 | Martin Biron, Daniel Brière, Marc Denis, Boyd Devereaux, Jason Doig, Christian Dubé, Hugh Hamilton, Dwayne Hay, Brad Isbister, Richard Jackman, Brad Larsen, Trevor Letowski, Cameron Mann, Alyn McCauley, Chris Phillips, Cory Sarich, Peter Schaefer, Joe Thornton, Jesse Wallin, Jeff Ware, Trent Whitfield, Shane Willis Trainer: Mike Babcock |

| Weltmeister 2005 | Cam Barker, Réjean Beauchemin, Shawn Belle, Patrice Bergeron, Jeff Carter, Braydon Coburn, Jeremy Colliton, Sidney Crosby, Nigel Dawes, Stephen Dixon, Colin Fraser, Ryan Getzlaf, Jeff Glass, Andrew Ladd, Clarke MacArthur, Corey Perry, Dion Phaneuf, Mike Richards, Brent Seabrook, Anthony Stewart, Danny Syvret, Shea Weber Trainer: Brent Sutter |

| Weltmeister 2006 | Cam Barker, Dan Bertram, Mike Blunden, Dave Bolland, Luc Bourdon, Dustin Boyd, Kyle Chipchura, Andrew Cogliano, Blake Comeau, Steve Downie, Devan Dubnyk, Guillaume Latendresse, Kris Letang, Ryan O’Marra, Ryan Parent, Justin Pogge, Sasha Pokulok, Benoît Pouliot, Tom Pyatt, Kris Russell, Marc Staal, Jonathan Toews Trainer: Brent Sutter |

| Weltmeister 2007 | Karl Alzner, Dan Bertram, Luc Bourdon, Marc-André Cliche, Andrew Cogliano, Steve Downie, Cody Franson, Sam Gagner, Darren Helm, Leland Irving, Kris Letang, Bryan Little, Kenndal McArdle, Brad Marchand, James Neal, Ryan O’Marra, Ryan Parent, Carey Price, Tom Pyatt, Kris Russell, Marc Staal, Jonathan Toews Trainer: Craig Hartsburg |

| Weltmeister 2008 | Karl Alzner, Jonathan Bernier, Zach Boychuk, Drew Doughty, Colton Gillies, Claude Giroux, Josh Godfrey, Matt Halischuk, Thomas Hickey, Riley Holzapfel, Stefan Legein, Brad Marchand, Steve Mason, Shawn Matthias, Logan Pyett, Luke Schenn, Wayne Simmonds, Steven Stamkos, P. K. Subban, Brandon Sutter, John Tavares, Kyle Turris Trainer: Craig Hartsburg |

| Weltmeister 2009 | Keith Aulie, Jamie Benn, Zach Boychuk, Patrice Cormier, Chris DiDomenico, Stefan Della Rovere, Jordan Eberle, Ryan Ellis, Tyler Ennis, Angelo Esposito, Cody Goloubef, Thomas Hickey, Cody Hodgson, Evander Kane, Tyler Myers, Chet Pickard, Alex Pietrangelo, Brett Sonne, P. K. Subban, John Tavares, Colten Teubert, Dustin Tokarski Trainer: Pat Quinn |

| Weltmeister 2015 | Madison Bowey, Eric Comrie, Lawson Crouse, Max Domi, Anthony Duclair, Robby Fabbri, Zachary Fucale, Frédérik Gauthier, Dillon Heatherington, Joe Hicketts, Curtis Lazar, Connor McDavid, Samuel Morin, Josh Morrissey, Darnell Nurse, Nick Paul, Nic Petan, Brayden Point, Sam Reinhart, Nick Ritchie, Shea Theodore, Jake Virtanen Trainer: Benoît Groulx |

| Weltmeister 2018 | Drake Batherson, Jake Bean, Kale Clague, Max Comtois, Dillon Dubé, Dante Fabbro, Alex Formenton, Callan Foote, Jonah Gadjovich, Carter Hart, Brett Howden, Boris Katchouk, Jordan Kyrou, Cale Makar, Michael McLeod, Victor Mete, Colton Point, Taylor Raddysh, Sam Steel, Tyler Steenbergen, Robert Thomas, Conor Timmins Trainer: Dominique Ducharme |

| Weltmeister 2020 | Calen Addison, Kevin Bahl, Jacob Bernard-Docker, Quinton Byfield, Bowen Byram, Dylan Cozens, Nico Daws, Ty Dellandrea, Jamie Drysdale, Aidan Dudas, Nolan Foote, Liam Foudy, Barrett Hayton, Joel Hofer, Alexis Lafrenière, Raphaël Lavoie, Jared McIsaac, Connor McMichael, Dawson Mercer, Olivier Rodrigue, Ty Smith, Akil Thomas, Joe Veleno Trainer: Dale Hunter |

| Weltmeister 2022 | Connor Bedard, Brett Brochu, Sebastian Cossa, Lukas Cormier, Will Cuylle, Ethan Del Mastro, Elliot Desnoyers, William Dufour, Tyson Foerster, Dylan Garand, Nathan Gaucher, Ridly Greig, Kent Johnson, Riley Kidney, Carson Lambos, Mason McTavish, Ryan O’Rourke, Zack Ostapchuk, Brennan Othmann, Joshua Roy, Donovan Sebrango, Ronan Seeley, Logan Stankoven, Jack Thompson, Olen Zellweger Cheftrainer: Dave Cameron |

| Weltmeister 2023 | Nolan Allan, Caedan Bankier, Owen Beck, Connor Bedard, Brandt Clarke, Colton Dach, Zach Dean, Ethan Del Mastro, Adam Fantilli, Nathan Gaucher, Benjamin Gaudreau, Dylan Guenther, Tyson Hinds, Kevin Korchinski, Jack Matier, Thomas Milic, Zack Ostapchuk, Brennan Othmann, Joshua Roy, Reid Schaefer, Logan Stankoven, Shane Wright, Olen Zellweger Cheftrainer: Dennis Williams |